# Zeltinger Himmelreich (Operette)

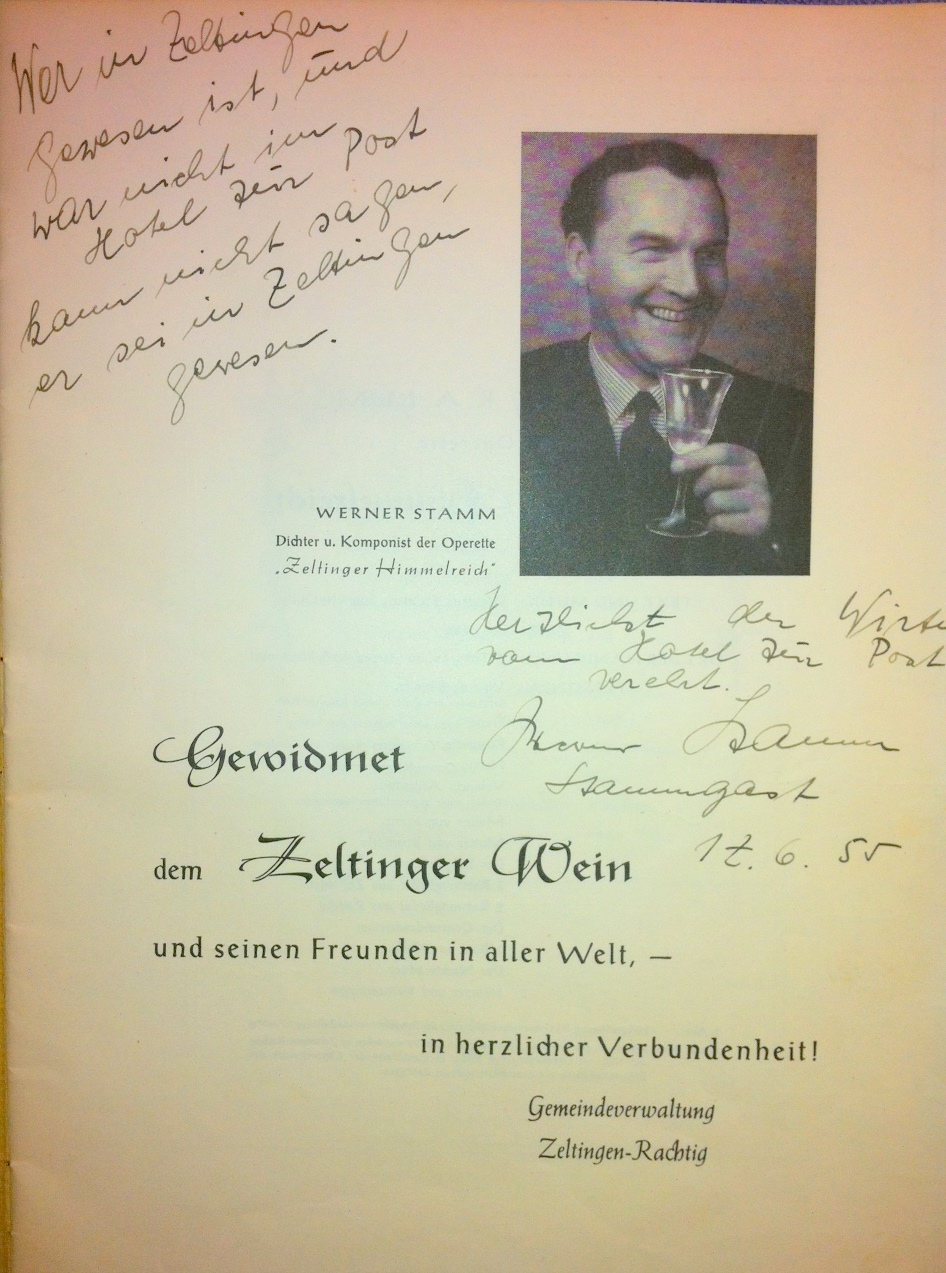
Ausschnitt Gästebuch Hotel Nicolay zur Post Komponist Werner Stamm. zur Premiere Zeltinger Himmelreich Operette 1955

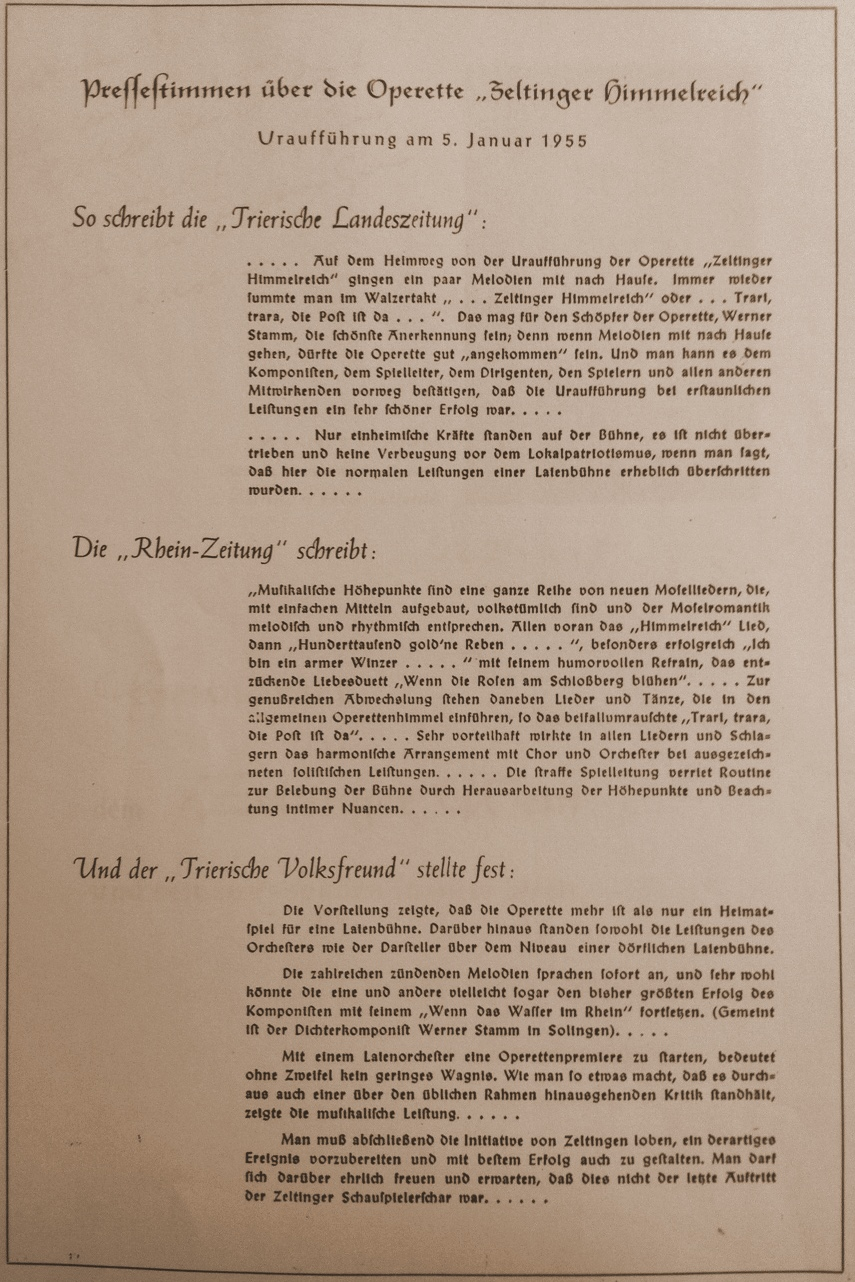
Stimmen zur Premiere der Zeltinger Himmelreich Operette 1955

Zeltinger Himmelreich, benannt nach der bekanntesten Weinlage des Ortes Zeltingen-Rachtig an der Mosel, ist eine 1955 uraufgeführte volkstümliche Operette um Wein, Liebe und Heimat von Werner Stamm, die alle zwei Jahre auf dem historischen Marktplatz in Zeltingen von rund 100 Laiendarstellern aus der Doppelgemeinde Zeltingen-Rachtig aufgeführt wird.

## Handlung
Um 1780 gehört die Doppelgemeinde aus den in Hassliebe einander verbundenen Ortschaften Zeltingen und Rachtig zum Kurfürstentum Köln. Der Landesherr fordert von den Bewohnern jährlich den Zehnten in Form von Wein. Um dieser Pflicht zu entkommen, hecken die Ratsherren eine List aus: Sie teilen dem Kurfürsten mit, der Wein sei in diesem Jahr sauer wie Essig. Daraufhin schickt der Kurfürst einen Boten, der den Wein prüfen soll. Vinzenz Schmitz, der Bote, wird schnell heimisch in Zeltingen-Rachtig und vergisst seinen ursprünglichen Auftrag; er verliebt sich sogar in die Zeltinger Winzerstochter Rosemarie. Diese liebt jedoch den Rachtiger Franz – der ist allerdings nur ein armer Winzer, und die Schwiegermütter dulden diese Beziehung auf Grund des Gegensatzes zwischen Zeltingen und Rachtig auch nicht. Franz beschließt, nach Argentinien auszuwandern. Nach sieben Jahren kehrt er als reicher Mann zurück und kann seine treue Geliebte heiraten.

## Aufführungen
Die Operette wird alle zwei Jahre (ungerade Jahreszahlen) auf dem historischen Marktplatz in Zeltingen in 6 Vorstellungen aufgeführt.

## Entstehung
Anfang 1953 schrieb die Gemeinde Zeltingen-Rachtig einen Wettbewerb für ein Lied aus, das für den örtlichen Wein werben sollte. Zwei Vorschläge wurden eingereicht; es gewann der Walzer Zeltinger Himmelreich (Text: „Zeltinger Himmelreich, du bist dem Himmel gleich“) des Solinger Komponisten Werner Stamm. Nach der erfolgreichen Uraufführung zur Zeltinger Weinkirmes 1953 hatte Amtbürgermeister Karl Theis die Idee, über die Geschichte des Ortes und ein fast wahres Ereignis eine Operette zu schreiben. Er nahm mit dem Komponisten Kontakt auf und schlug ihm vor, ein Singspiel zu schreiben nach der Textvorgabe des Gedichtes Der Bote von Kur-Köln von Josef Moseler. Eine weitere Vorlage dürfte auch das Heimatspiel Des Gesellen Kunibert Liebe und Träume gewesen sein, das der Männergesangverein 1874 e.V. Zeltingen am 26. Dezember 1929 im Saale des Hotels zur Post vorgetragen hat.  Werner Stamm war begeistert von dieser Idee und machte sich sofort an das Werk. In der Tat wurde daraus sogar eine Operette, die eine Gemeinschaft von Laienschauspielern, Musiker, Mitgliedern der örtlichen Vereine, am 5. Januar 1955 im Alten Saal des Hotel Nicolay zur Post uraufführte und 1956 und 1957 abermals aufführte. Der Werbe-Effekt erschien zunächst geringer als erwünscht, weshalb der Gemeinderat mit einer Stimme Mehrheit beschloss, die Operette aus Kostengründen einzustellen. Weitere Aktivitäten und Spielszenen aus der Operette wurden jedoch weiterhin zur Weinwerbung aufgeführt. Letztmals 1969 zur Eröffnung der Deutschen Weinwoche in Köln, wobei erstmals eine Szene der der Operette im Fernsehen erschien.
In der Folge gab es immer wieder Pläne, die Operette wiederzubeleben; diese wurden erst ab 1977 in die Tat umgesetzt. Pfingsten 1980 wurde die Operette in einer vom Komponisten überarbeiteten Fassung erneut aufgeführt. Zunächst fanden jedes Jahr Aufführungen statt, seit 1987 dann alle zwei Jahre. Die Aufführungen im Juli 2005 wurden anlässlich des 50-jährigen Jubiläums des Südwest Fernsehens aufgezeichnet und gesendet. Bei den Festspielen im Jahre 2009 fand am 1. August die 100. Aufführung seit Wiederbeginn im Jahre 1980 statt.